# Llanelltyd
Llanelltyd (in gallese: Llanelltud) è un villaggio con status di community del Galles nord-occidentale, facente parte della contea di Gwynedd (contea tradizionale: Merionethshire) e situato ai piedi del Cadr Idris e lungo la confluenza dei fiumi Mawddach e Wnion, nell'area del parco nazionale di Snowdonia. Conta una popolazione di circa 500 abitanti.

## Geografia fisica
Llanelltyd si trova a nord del corso del fiume Mawddach e a pochi chilometri ad est dell'estuario del fiume stesso, tra le località di Dolgellau e Penmaenpool (rispettivamente ad ovest/nord-ovest della prima e ad est/nord-est della seconda). Dista circa 8 miglia dalla località costiera di Barmouth.

## Origini del nome
Il toponimo Llanelltyd/Llanelltud significa letteralmente "chiesa (llan) di San Illtyd".

## Monumenti e luoghi d'interesse

### Architetture religiose

#### Cymer Abbey

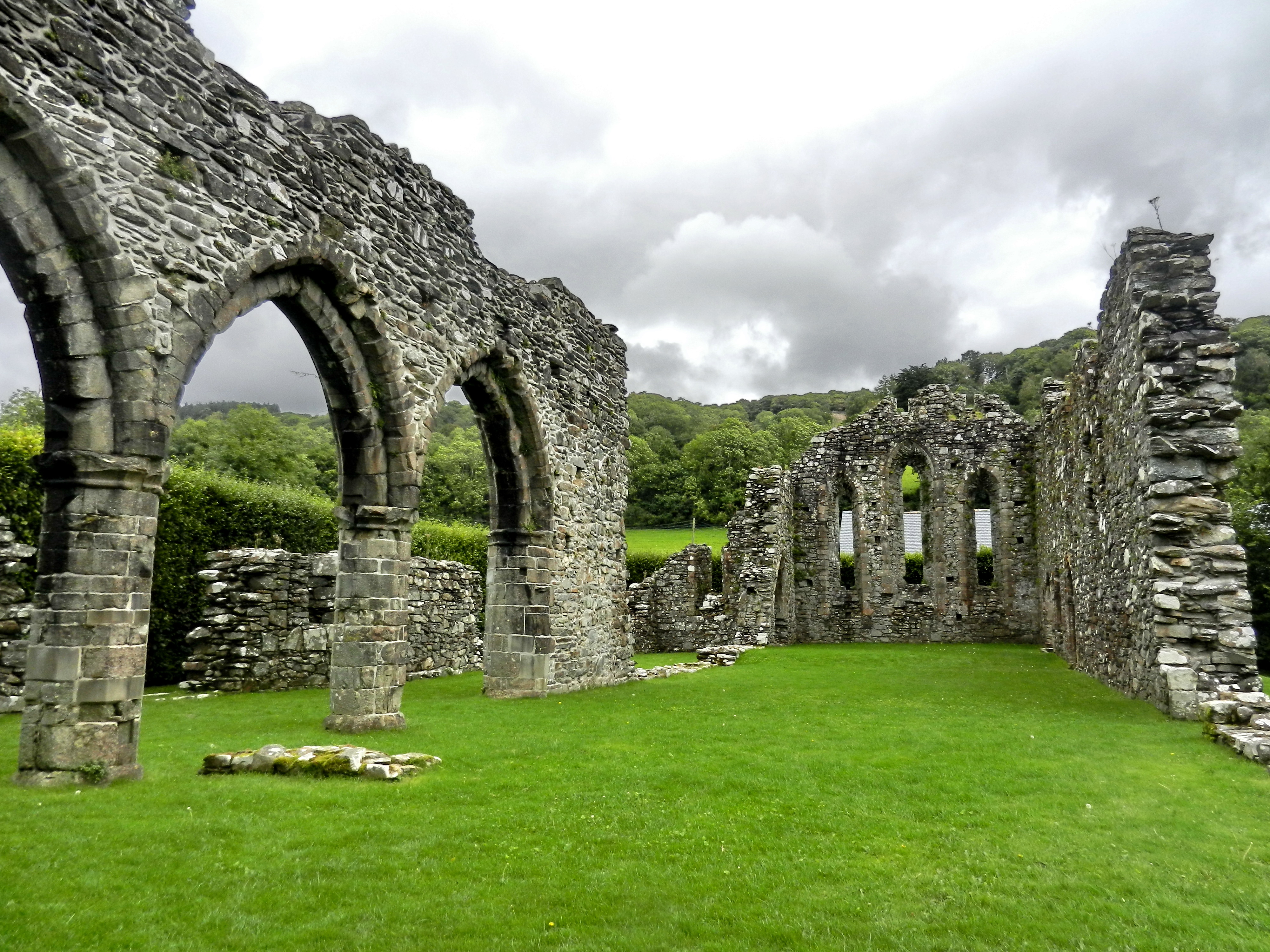
Llanelltyd: le rovine della Cymer Abbey

L'edificio più celebre di Llanelltyd è la Cymer Abbey, un'abbazia cistercense in rovina, fondata negli ultimi anni del XII secolo da monaci provenienti dalla Cwmhir Abbey, abbazia cistersense del villaggio di Abbeycwmhir.

#### Chiesa di San Illtyd
Nei pressi dell'abbazia si trova una chiesa dedicata a San Illtyd, realizzata nella forma attuale nel XV secolo (con ampliamenti del XVII e XVIII secolo), ma le cui origini risalgono almeno al XII secolo.

## Società

### Evoluzione demografica
Nel 2018, la popolazione stimata della community di Llanelltyd era pari 482 abitanti.
La community ha conosciuto un decremento demografico rispetto al 2011, quando la popolazione censita era pari a 514 abitanti, dato che era in rialzo rispetto 2001, quando la popolazione censita era pari a 495 abitanti.

## Geografica antropica

### Suddivisione amministrative
Villaggi della community di Llanelltyd
- Llanelltyd
- Bontddu